# Dhoom Dhoom
Dhoom Dhoom è un brano musicale della cantante thailandese Tata Young, composto da Pritam, pubblicato come singolo nell'agosto 2014 ed estratto dall'album Dhoom, colonna sonora dell'omonimo film indiano. Successivamente è stato inserito anche nell'EP Dhoom Dhoom e nella raccolta Best of Tata Young.

## Classifiche e riconoscimenti
La canzone è stato il singolo di Tata Young più di successo di sempre in India. Ha spesso raggiunto la prima posizione per diverse settimane e mesi nelle classifiche musicali di alcuni stati asiatici, tra cui India, Thailand, Singapore, Malaysia e Indonesia.
Per questo brano, la cantante ha ricevuto l'MTV Immies come "Eccellenza musicale indiana", mentre in India ha vinto il "Premio musica popolare".

## Video musicale
Il video musicale, che mostra anche alcune scene del film Dhoom, vede Tata Young cantare al fianco degli attori della pellicola, Abhishek Bachchan, John Abraham e Uday Chopra.
All'inizio del video si vede Tata Young ballare, la scena poi si sposta in una vasca idromassaggio circondata da diverse candele, dove lei è seduta con Abhishek Bachchan. Successivamente appare impegnata in un rapporto quasi sadomaso con Uday Chopra, finché il video non si conclude con la cantante e John Abraham che giocano allegramente in una piscina di fango.
Un dietro le quinte di realizzazione del video musicale è stato trasmesso da MTV India, presentato da Tata Young e Arjun Sablok.

## Presunto plagio
Il cantautore canadese Jesse Cook ha accusato Pritam di aver copiato la sua canzone "Mario Takes a Walk", dell'album Gravity, per la realizzazione di "Dhoom Dhoom". Cook ha detto in un'intervista che adora la versione di Pritam del suo brano e che "non c'era bisogno di rubare, io sarei stato felice di condividere".

## Tracce
1. Dhoom Dhoom – 4:21